# Eksplozja w San Juan
Wybuch w sklepie obuwniczym Humberto Vidal nastąpił 21 listopada 1996 r. ok. godziny 8.35 rano pośrodku strefy handlowej Río Piedras w San Juan, Portoryko. Czasem określa się go jako eksplozja w Río Piedras albo eksplozja w Humerto Vidal. Była to jedna z największych pod względem liczby ofiar katastrof na wyspie.

## Tragedia
Przez kilka dni właściciele sklepu obuwniczego Humerto Vidal wyczuwali zapach gazu, zwłaszcza w piwnicach budynku. Trzykrotnie wezwana kompania gazowa nie wykryła żadnych nieprawidłowości, informując właściciela, że to zapach gum i plastiku z obuwia wywołuje odór. Właściciel wezwał zatem speców od wentylacji, by sprawdzili ją. Kiedy jeden z nich włączył instalację, natychmiast doszło do potężnej eksplozji, która zniszczyła doszczętnie piwnicę i wszystko do poziomu 1. piętra.

## Skutki
Eksplozja zabiła 33 osoby i zraniła 70 innych. Większość znajdowała się wewnątrz budynku, choć zginęło też wiele osób z zewnątrz. Prezydent USA Bill Clinton uznał teren za strefę katastrofy, co pozwoliło na błyskawiczne wprowadzenie pomocy pozakrajowej. Zwłoki zmarłych układano na ulicy, a rannym udzielano namaszczeń.

## Przyczyny eksplozji
Potężne uszkodzenia sklepu były dużą przeszkodą przy badaniu skutków tragedii. Na początku obawiano się, że spowodował ją zamach terrorystyczny; jednak badania nie wykazały, by ktoś podłożył bombę lub podpalił sklep.
Wiedząc, że eksplozję wywołał gaz, eksperci pod dowództwem Charlesa H. Battena przyjęli dwie możliwości: albo był to propan, którego rury biegły w pobliżu, albo metan uciekający ze ścieków. Wkrótce jednak odkryli oni wygiętą o cztery cale w górę belkę, co świadczyło, że eksplozja nadeszła z dołu, a więc, że spowodował ja cięższy od powietrza propan. Gromadził się on w piwnicy sklepu, służącej za magazyn.
Jak później odkryto, kiedy kompania gazowa sprawdzała, czy w budynku i okolicy jest gaz, popełniono dwa błędy:
- Dziury, w które wprowadzano czujniki, były zbyt płytkie – miały około 1,5 stopy (46 cm). Ciężki gaz przemieszczał się 4 stopy pod ziemią, poza zasięgiem czujników, dlatego wydawało się, że gazu nie ma.
- Eksperci, którzy sprawdzali obecność gazu w piwnicy, zapomnieli, że aby czujnik działał poprawnie, musi zostać włączony na zewnątrz, w świeżym powietrzu; inaczej wykrywacz „uzna” zatrute powietrze za normalne i nie podniesie alarmu. Włączywszy go dopiero w piwnicy, nie odkryli niczego niepokojącego.

Wspólny wysiłek ekspertów i kompanii gazowej ujawnił, że w pobliżu sklepu znajdowała się nieoznakowana rura z gazem, prowadząca do pobliskiej restauracji. Wygięta tak, aby mieściła się w wąskiej ulicy, rura była na skraju pęknięcia. Po założeniu rur kanalizacyjnych, biegnących pod nią, została zasypana. Ciężar ziemi, ruch uliczny i działanie wody deszczowej doprowadziły do jej pęknięcia. Kiedy propan znajdzie się pod ziemią, może przemieszczać się podobnie jak woda; ścieżka gazu biegła wzdłuż rur, gdzie ziemia stawiała najmniejszy opór. Jedna z rur, w której znajdowały się kable, prowadziła wprost do piwnicy sklepu.
Ponieważ gaz był cięższy od powietrza, gromadził się pod półkami. Kiedy spec od systemów wentylacyjnych włączył je, powstała iskra; propan zapalił się i doszło do fatalnej eksplozji.
Pod koniec śledztwa kompania gazowa próbowała podważyć jego wyniki, wciąż obstając przy teorii o wybuchu metanu. Jednak Batten odkrył na ocalałych fragmentach sufitu ślady butów – dowód, że eksplozja rozpoczęła się w pobliżu podłogi i wyrzuciła je pod sufit. Kompania musiała przyznać, że to jej gaz był przyczyną tragedii.